# Euphorbia damarana

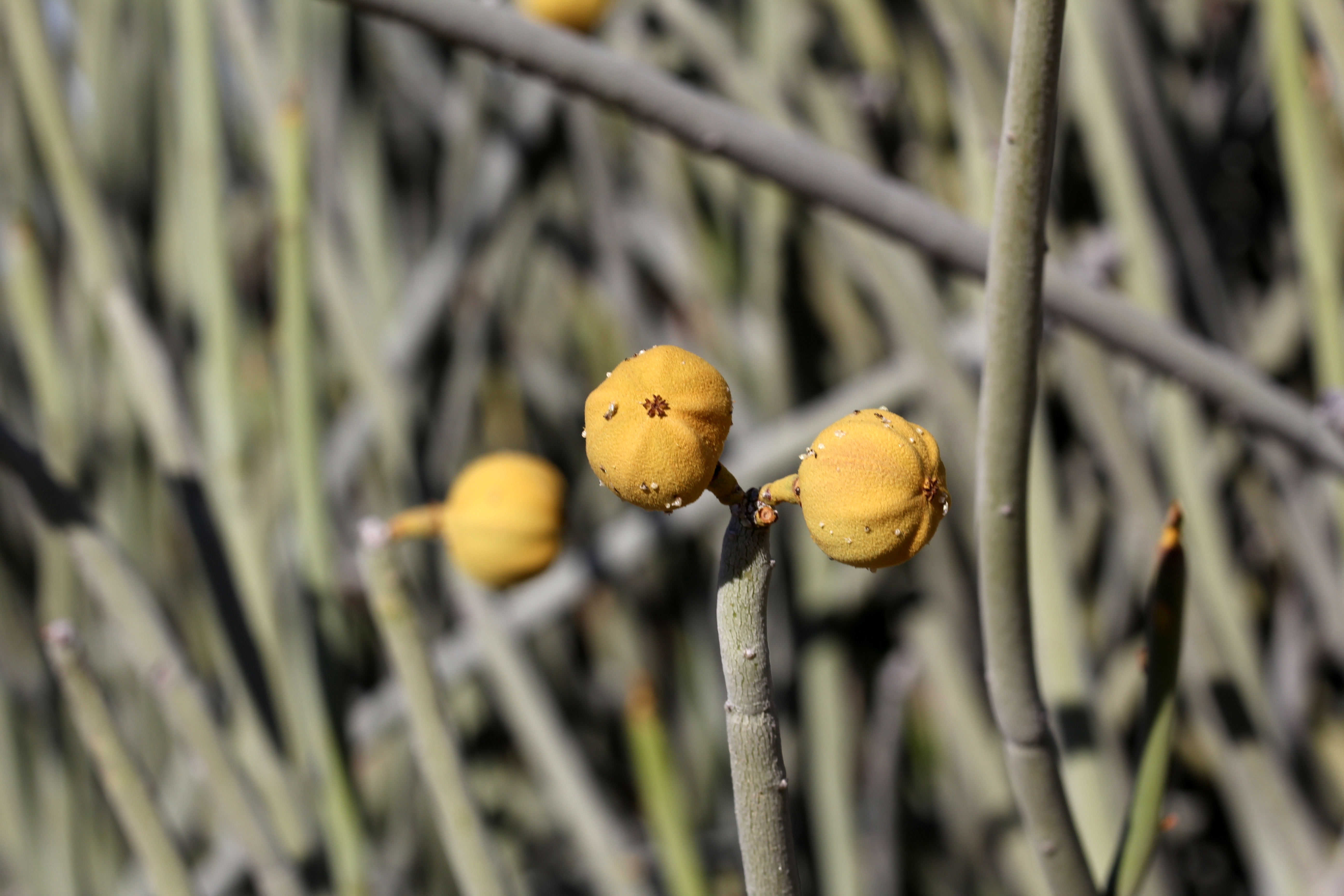
Früchte

Euphorbia damarana ist eine Pflanzenart aus der Gattung Wolfsmilch (Euphorbia) in der Familie der Wolfsmilchgewächse (Euphorbiaceae).

## Beschreibung
Die sukkulente Euphorbia damarana bildet Sträucher aus, die sich von der Basis aus dicht verzweigen und eine Höhe von bis zu 3 Meter erreichen können. In Richtung Triebspitzen werden nur wenige Verzweigungen ausgebildet. Die Pflanzen erreichen einen Durchmesser von bis zu 6 Meter. Die steifen und faserigen Triebe werden bis 12 Millimeter dick und sind gelblich grün gefärbt. Die elliptischen Blätter sind sitzend und werden bis 8 Millimeter lang und 3,5 Millimeter breit. Die abfallenden Blätter besitzen an der Basis zwei Nebenblattdrüsen.
Der Blütenstand besteht aus Cymen, die sich an bis 2 Millimeter langen Stielen befinden und in Büscheln stehen. Es werden weniger weibliche, als männliche Cyathien ausgebildet. Sie erreichen einen Durchmesser von bis zu 9 Millimeter. Die elliptischen Nektardrüsen sind gelblich gefärbt und stoßen aneinander. Es werden viele Staubblätter ausgebildet, die bewollte Brakteolen besitzen. Die nahezu kugelförmige Frucht wird 16 Millimeter lang und 20 Millimeter breit. Sie befindet sich an einem 4 Millimeter langen Stiel und besitzt vier bis sechs Fächer. Der eiförmige Samen wird 5,5 Millimeter lang und 8 Millimeter breit. Er hat eine glatte Oberfläche.

## Verbreitung und Systematik
Euphorbia damarana ist in Namibia in Wüsten im Damaraland verbreitet.
Die Erstbeschreibung der Art erfolgte 1975 durch Leslie Charles Leach. Ein Synonyme zu dieser Art ist Tirucallia damarana (L.C.Leach) P.V.Heath (1996).